# Maignaut-Tauzia
Maignaut-Tauzia (gaskognisch: Manhaut e Tausiar) ist eine französische Gemeinde mit 215 Einwohnern (Stand 1. Januar 2022) im Département Gers in der Region Okzitanien (bis 2015 Midi-Pyrénées); sie gehört zum Arrondissement Condom und zum Gemeindeverband La Ténarèze. Die Bewohner nennen sich Maignautois/Maignautoises.

## Geografie
Maignaut-Tauzia liegt rund acht Kilometer südöstlich von Condom und 30 Kilometer nordwestlich von Auch in der Landschaft Ténarèze im Norden des Départements Gers. Die Gemeinde besteht aus dem Ort Maignaut, zahlreichen Streusiedlungen und Einzelgehöften. Es gibt zahlreiche Weinberge, die zum Anbaugebiet Ténarèze viticole gehören. Die Flüsse Baïse und Auloue bilden die südwestliche und westliche Gemeindegrenze. Nachbargemeinden sind Condom und Béraut im Norden, Saint-Orens-Pouy-Petit im Nordosten, Saint-Puy im Osten und Südosten, Mont-d’Astarac im Süden, Valence-sur-Baïse im Südwesten und Westen sowie Cassaigne im Nordwesten.

## Geschichte
Ausgrabungen haben Überreste einer Festung aus dem 11. Jahrhundert zutage gefördert. Im Mittelalter lag Maignaut-Tauzia innerhalb der Grafschaft Condomois (auch Ténarèze genannt), die ein Teil der historischen Landschaft Gascogne war und teilte deren Schicksal. Maignaut-Tauzia gehörte von 1793 bis 1801 zum District Condom. Seit 1801 ist die Gemeinde dem Arrondissement Condom zugeteilt und gehörte von 1793 bis 2015 zum Wahlkreis (Kanton) Valence-sur-Baïse. Die Gemeinde entstand 1837 durch die Vereinigung von Maignaut (1831: 315 Einwohner) und Tauzia-Grand (1831: 133 Einwohner) zur heutigen Gemeinde Maignaut-Tauzia.

## Bevölkerungsentwicklung
Die Entwicklung der Einwohnerzahlen sind typisch für eine französische Landgemeinde. Nach einem Wachstum zwischen 1793 und 1821 folgten seit 1866 mehrere Abwanderungswellen. Zwischen 1841 und dem Tiefpunkt verringerte sich die Zahl der Bewohner um 68,7 Prozent. Seit 1982 ist die Bevölkerungszahl (auch) durch Zuzug von Briten, Deutschen und Holländern gestiegen.
| Jahr                       | 1962 | 1968 | 1975 | 1982 | 1990 | 1999 | 2006 | 2011 | 2020 |
| Einwohner                  | 154  | 169  | 142  | 142  | 195  | 181  | 213  | 220  | 228  |
| Quellen: Cassini und INSEE |      |      |      |      |      |      |      |      |      |

## Sehenswürdigkeiten
- Schloss Maignaut aus dem 14. bis 16. Jahrhundert
- Schlossruine Tauzia, seit 1942 Monument historique
- Torturm aus dem 13. Jahrhundert; 2010 restauriert
- Kirche Saint-Michel
- Kapelle von Auloue (in Le Canonge)
- Quelle und Grotte von Saint-Maurice
- zwei Wassermühlen und eine Ruine einer Windmühle
- ein Taubenhaus, seit 2010 Monument historique[3]
- vier Wegkreuze: auf dem Kirchplatz, an der D140 westlich des Dorfs, in Le Pléchat und in Le Canonge
- zwei Lavoirs (ehemalige Waschhäuser); südwestlich des Dorfs und bei Lauzit
- Denkmal für die Gefallenen[4]

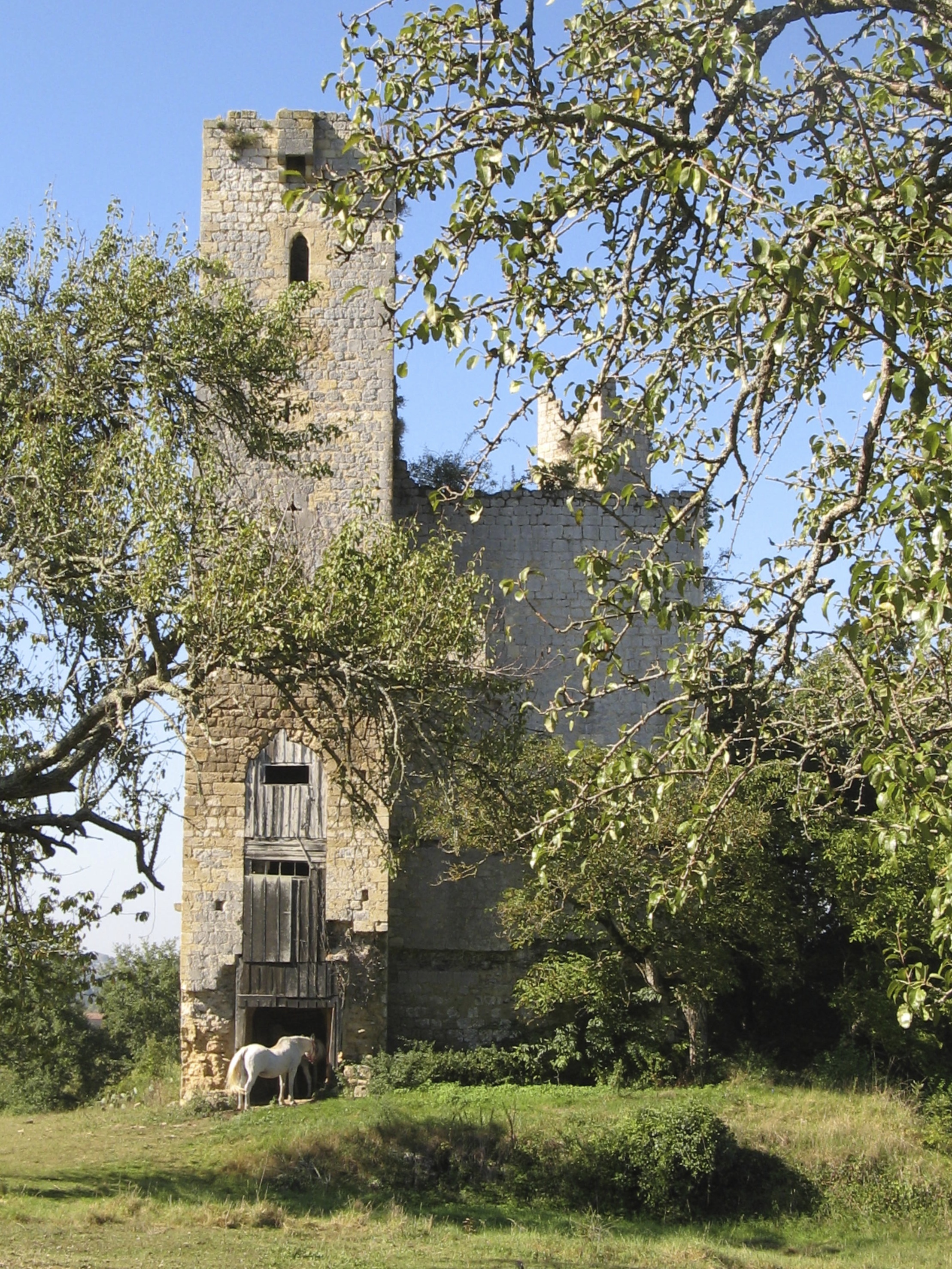
Schlossruine Château de Tauzia
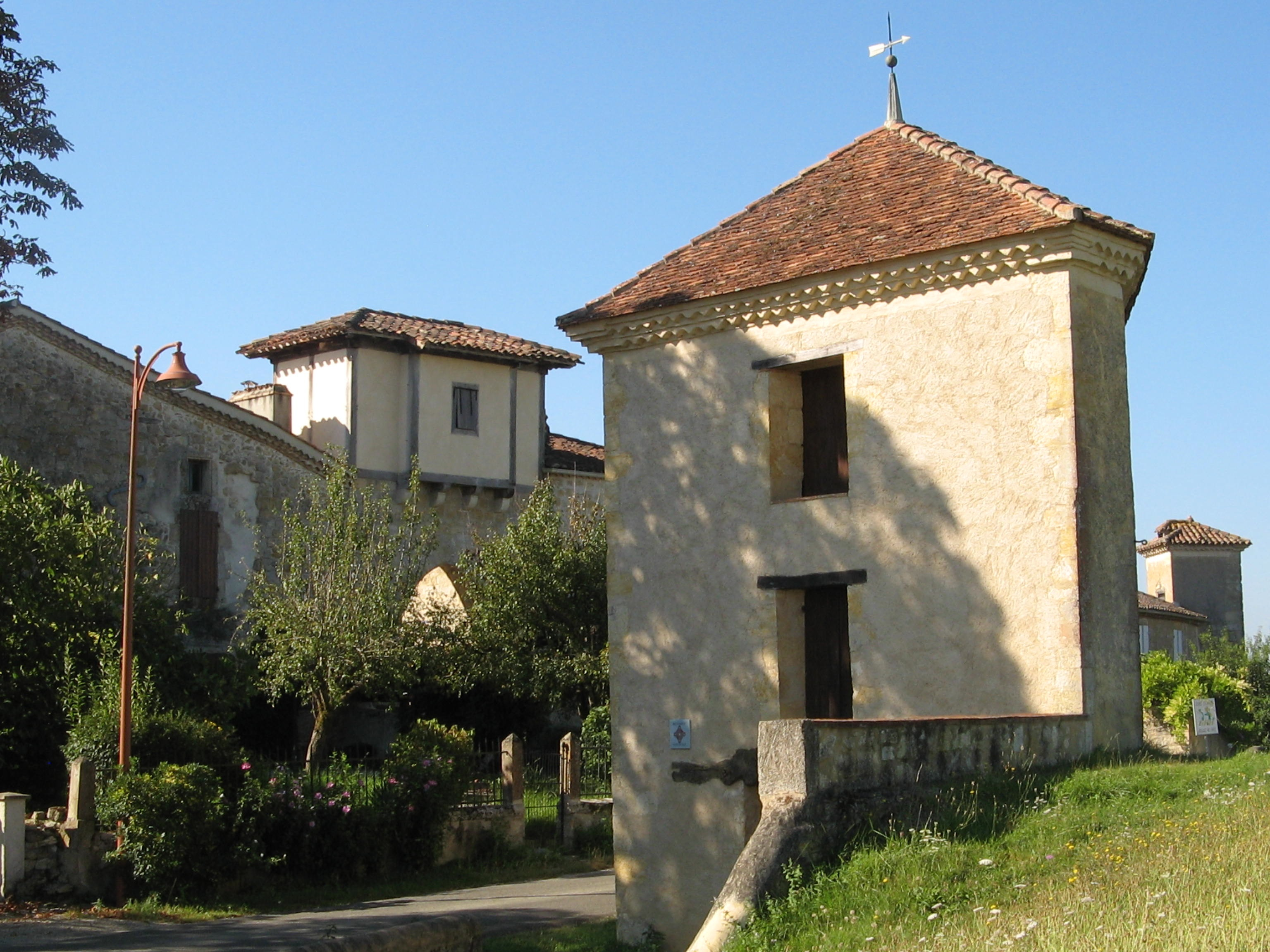
Taubenhaus